# フォークマングラフ
数学のグラフ理論の分野におけるフォークマングラフ（英: Folkman graph）とは、ジョン・フォークマンの名にちなむグラフであり、20個の頂点と40個の辺を持ち、4-正則な2部グラフである。
フォークマングラフはハミルトンであり、彩色数は 2、彩色指数は 4、半径は 3、直径は 4、内周は 4 である。4-頂点連結かつ 4-辺連結なパーフェクトグラフでもある。

## 代数的性質
フォークマングラフの自己同型群は、その辺上では推移的に作用するが、頂点上ではそのように作用しない。フォークマングラフは、辺推移的かつ正則な最小の無向グラフであるが、頂点推移的ではない。そのようなグラフは半対称グラフと呼ばれ、1967 年にこのグラフを発見したフォークマンによって初めて研究された。
半対称グラフとしてのフォークマングラフは2部グラフであり、その自己同型群は各二つの頂点からなる bipartition の集合上で推移的に作用する。フォークマングラフの彩色数を示している下の図においては、緑の頂点が赤の頂点へと写される自己同型は存在しないが、どのような赤の頂点も他の赤の頂点へと写すことができ、また、どのような緑の頂点も他の緑の頂点へと写すことが出来る。
フォークマングラフの特性多項式は {\displaystyle (x-4)x^{10}(x+4)(x^{2}-6)^{4}} である。

## ギャラリー

フォークマングラフの彩色指数（英語版）は 4 である。
フォークマングラフの彩色数は 2 である。
フォークマングラフはハミルトンである。